# Узда
Узда (блр. Узда́) је град у Белорусији и административно је средиште Узданског рејона Минске области. Налази се на 72 км југозападно од главног града земље Минска. Према процени из 2012. у граду је живело 9.828 становника.

## Историја
Узда се по први пут спомиње 1450. као део имања грофа Корсакова, а касније и као село у саставу Минског округа Литванске Књажевине.
Од 1793. постаје део Руске Империје и административни центар Игуменског округа Минске губерније. Године 1798. тадашњи управник града је подигао цркву брвнару посвећену апостолима Петру и Павлу. Почетком XIX века у граду је постојала штампарија, 4 више школе, пивара, млин, пошта, апотека, 30 трговина. 
Године 1938. добија административни статус варошице (городской посёлок), а статус града има од 1999. године.

## Становништво
Према процени, у граду је 2012. живело 9.828 становника.
| 1979. | 1989. | 1999. | 2009. | 2012. |
| ----- | ----- | ----- | ----- | ----- |
| 6.237 | 8.327 | 8.327 | 9.684 | 9.828 |